# Fascellina ceylonica
Fascellina ceylonica là một loài bướm đêm trong họ Geometridae.